# فتاة الجمعة
فتاة الجمعة (بالإنجليزية: His Girl Friday)‏ فيلم كوميدي صدر عام 1940 من إخراج هاورد هوكس وبطولة روزاليند راسل وكاري غرانت. يعتبر الفيلم من كلاسيكيات الكوميديا. امتاز الفيلم بسرعة الحوار وتسارع الأحداث.

## ملخص القصة
تجري معظم أحداث الفيلم في المكتب الصحفي لمحكمة. وهناك تحدث كل الطرائف، بما في ذلك طاقم الصحفيين الذين يواصلون لعبة البوكر رغم كل شيء وطاقم الشريف الذي يتدرب على المشنقة لتنفذ حكم إعدام في الصباح. وجانب آخر للقصة تجري أحداثه في مكتب إحدى الصحف.
تقول الصحفية النجمة «روزلندا راسل» لرئيس تحرير الصحيفة «كاري غرانت»، الذي كانت قد طلقته للتو، أنها ستترك وظيفتها وستتزوج من رجل آخر. لمنعها من الفرار، يطلب منها تغطية قصة أخيرة، وهي قصة رجل متطرف متهم بالقتل تعتقد الصحيفة أنه بريء. يهرب الرجل المدان من سجنه ليذهب إلى «راسل» التي كانت وحدها في غرفة الصحافة. يحاول غرانت وراسل لملمة القصة.

## الاستقبال النقدي والتأثير
عند صدور الفيلم كتبت مجلة (Variety): «رغم اختلافات الفيلم عن المسرحية - إلى حد تحويل المراسل هيلدي جونسون إلى امرأة - لكنه أمر لا ينبغي لأصحاب مسرحية» الصفحة الأمامية«واستوديو كولومبيا أن يأسفوا عليه. قام كاتب السيناريو بعمل ممتاز، وقام المنتج والمخرج هوارد هوكس بعمل فيلم يمكن أن يقف وحده شامخا في أي مكان تقريبا ويجني الأرباح». صحيفة نيويورك تايمز علقت على الحوار في الفيلم: «الحوار كله لطيف إذا استطعت سماعه، ولكن لا يمكنك سماع الكثير منه لأن هنالك الكثير من الضوضاء، سواء من الجمهور أو من الممثلين أنفسهم... وقبل أن ينتهي الفيلم أنت لا تعرف ما إذا كنت تضحك أو أن أذنيك أصيبتا بالصمم».
عام 1993 ضمت مكتبة الكونغرس الفيلم في السجل الوطني للأفلام. عام 2000 وقع الفيلم في المركز 19 في قائمة أهم 100 فيلم كوميدي. اختاره المخرج كوينتن تارانتينو في قائمته لأهم 12 فيلما.

## روابط خارجية
- فتاة الجمعة على موقع IMDb (الإنجليزية)
- فتاة الجمعة على موقع الموسوعة البريطانية (الإنجليزية)
- فتاة الجمعة على موقع روتن توميتوز (الإنجليزية)
- فتاة الجمعة على موقع نتفليكس (الإنجليزية)
- فتاة الجمعة على موقع قاعدة بيانات الأفلام العربية
- فتاة الجمعة على موقع ألو سيني (الفرنسية)
- فتاة الجمعة على موقع Turner Classic Movies (الإنجليزية)
- فتاة الجمعة على موقع أول موفي (الإنجليزية)
- فتاة الجمعة على موقع بوكس أوفيس موجو (الإنجليزية)
- فتاة الجمعة على موقع فيلمافينيتي (الإسبانية)